# La Sagra Sky Survey
La Sagra Sky Survey – program poszukiwania małych ciał Układu Słonecznego, w szczególności obiektów bliskich Ziemi (NEO) oraz kosmicznych śmieci, realizowany przez Observatorio Astronómico de Mallorca. Celem przedsięwzięcia jest opracowanie strategii i narzędzi wykrywania i śledzenia takich obiektów. Pobocznym przedsięwzięciem jest identyfikacja pozagalaktycznych supernowych zarejestrowanych w czasie przeglądu nieba.
W ramach programu odkryto ponad 6000 planetoid, 20 supernowych, a także 8 komet, między innymi komety okresowe: 233P/La Sagra i 279P/La Sagra.